# Ким Монзо
Ким Монзò (на испански: Quim Monzó) е испански каталонски журналист, сценарист за телевизията и радиото, преводач, и писател на произведения в жанра социална драма, публицистика и документалистика. Пише основно на каталонски език и прави преводи на испански език.

## Биография и творчество
Хоаким „Ким“ Монзо и Гомес е роден на 24 март 1952 г. в Барселона, Испания. Баща му е каталунец, а майка му е от Уескар, Гранада.
В началото на 70-те години започва да пише репортажи като военен кореспондент за събитията във Виетнам, Камбоджа, Северна Ирландия и Индийския океан за вестник Tele/eXprés. Сътрудничи на различни вестници и по-късно публикува колона всеки ден като колумнист в най-големия каталонски вестник „Ла Вангуардия“. Сътрудничеството му с Радио Каталуния, TV3 и RAC1 от 80-те години на ХХ-ти век допринася за превръщането му в един от най-популярните каталунски автори.
Първият му роман „Воят на ченгето край канализацията“ е издаден през 1976 г. Следват голям брой негови сборници с разкази, романи и сборници със статии. През 1982 г. живее в Ню Йорк със стипендия от Фондация Каталонски културен конгрес, в резултат на което през 1983 г. е издаден романът му „Бензин“ третиращ темата за мъжката идентичност, за празнотата и безсмислието на постмодерното изкуство.
През 1989 г. е издаден романът му „Размерите на трагедията“. Главният герой Рамон-Мария страда от аномалия – състояние на перманентна ерекция, което се оказва симптом на смъртоносна болест и ако в началото прилича на преимущество, впоследствие се превръща в трагедия. Едно от големите качества на романа са откровено комичните моменти и ситуации. През 1997 г. романът е екранизиран във филма „Примати“ с участието на Хоан Кросас.
Монзò е едно от водещите имена в съвременната литература на Испания и „ужасното дете“ на младата каталонска литература. Работата му се характеризира с препратки към поп културата и известна ирония. Той е всепризнат майстор на късия разказ отличаващ се с хаплив хумор и антиконформистката употреба на клишета. Произведенията му са преведени на повече от двадесет езика по света и е носител на различни литературни отличия, сред които Наградата на град Барселона, Националната награда за литература и няколко пътии с престижната награда на критиката. Той се счита за представител на движението Генерация 70, групата писатели, които се появяват след режима на Франсиско Франко.
Прави преводи на Рей Бредбъри („Марсиански хроники“), Джеръм Дейвид Селинджър („Девет разказа“) и Томас Харди („Невзрачният Джуд“), и др. автори.
Той страда от множество тикове в резултат на синдрома на Турет, както и от обсесивно-компулсивно разстройство. 
Ким Монзо живее в Барселона.

## Произведения

### Самостоятелни романи
- L'udol del griso al caire de les clavegueres (1976) – награда „Пруденчи Бертрана“[1][3][7]
- Benzina (1983)[5]
- La magnitud de la tragèdia (1989) – награда „Ел Темп“
Размерите на трагедията, изд.: ИК „Колибри“, София (2012), прев. Елица Попова
- La estrella de Iradia (2019)

### Сборници разкази
- Self Service (1977) – с Биел Мескида[1]
- Olivetti, Moulinex, Chaffoteaux et Maury (1980) – награда на критиците Serra d'Or[6]
- Uf, va dir ell (1980)
- L'illa de Maians (1985) – награда на критиците
- El perquè de tot plegat (1993) – награда на критиците, награда на Барселона
Същината на нещата, изд.: ИК „Колибри“, София (2011), прев. Ева Саблева
- Guadalajara (1996) – награда на критиците
- Vuitanta-sis contes (с разказите Uf, va dir ell, Olivetti, Moulinex, Chaffoteaux et Maury, L'illa de Maians, El perquè de tot plegat i Guadalajara) (1999)
- El millor dels mons (2001)
- Tres Nadals (2003)
- Mil cretins (2007) – награда „Мария Анхелес Англада“

### Сборници статии
- El dia del senyor (1984)[1][3]
- Zzzzzzzz (1987)
- La maleta turca (1990)
- Hotel Intercontinental (1991)
- No plantaré cap arbre (1998)
- Del tot indefens davant dels hostils imperis alienígenes (1998)
- Tot és mentida (2000)
- El tema del tema (2003)
- Catorze ciutats comptant-hi Brooklyn (2004)
- Esplendor i glòria de la Internacional Papanates (2010)
- Taula i barra. Diccionari de menjar i beure. (2017)

### Екранизации
- 1976 Hic Digitur Dei
- 1984 Pa d'àngel
- 1986 Arsenal – тв сериал, 1 епизод
- 1988 Redacció – късометражен
- 1992 Шунка, шунка, Jamón Jamón – диалози[1]
- 1994 És tard
- 1995 El perquè de tot plegat
- 1997 Primats – по „La magnitud de la tragedia“
- 2008 L'amor és etern
- 2011 Mil cretins
- 2012 The Trip
- 2014 Dogadjaj
- 2017 Die Willenskraft